# 8135 Davidmitchell
8135 Davidmitchell è un asteroide della fascia principale. Scoperto nel 1978, presenta un'orbita caratterizzata da un semiasse maggiore pari a 2,4377634 au e da un'eccentricità di 0,0690109, inclinata di 3,89969° rispetto all'eclittica.